# Miquihuana (municipalité)
La municipalité de Miquihuana est l'une des 43 municipalités de l'État de Tamaulipas, et est située dans la partie sud de cet État. Située à l'ouest du golfe du Mexique, elle se trouve à cheval sur deux bassins versants, celui nommé Doctor Arroyo, propre à sa zone montagneuse de la Sierra Madre orientale, et celui du fleuve Río Pánuco. Elle est limitrophe au nord et à l'ouest de l'État de Nuevo León. Son chef-lieu est la localité de Miquihuana. Elle dépend de la région Altiplano, qui est une des 6 subdivisions administratives de l'État de Tamaulipas.

## Géographie

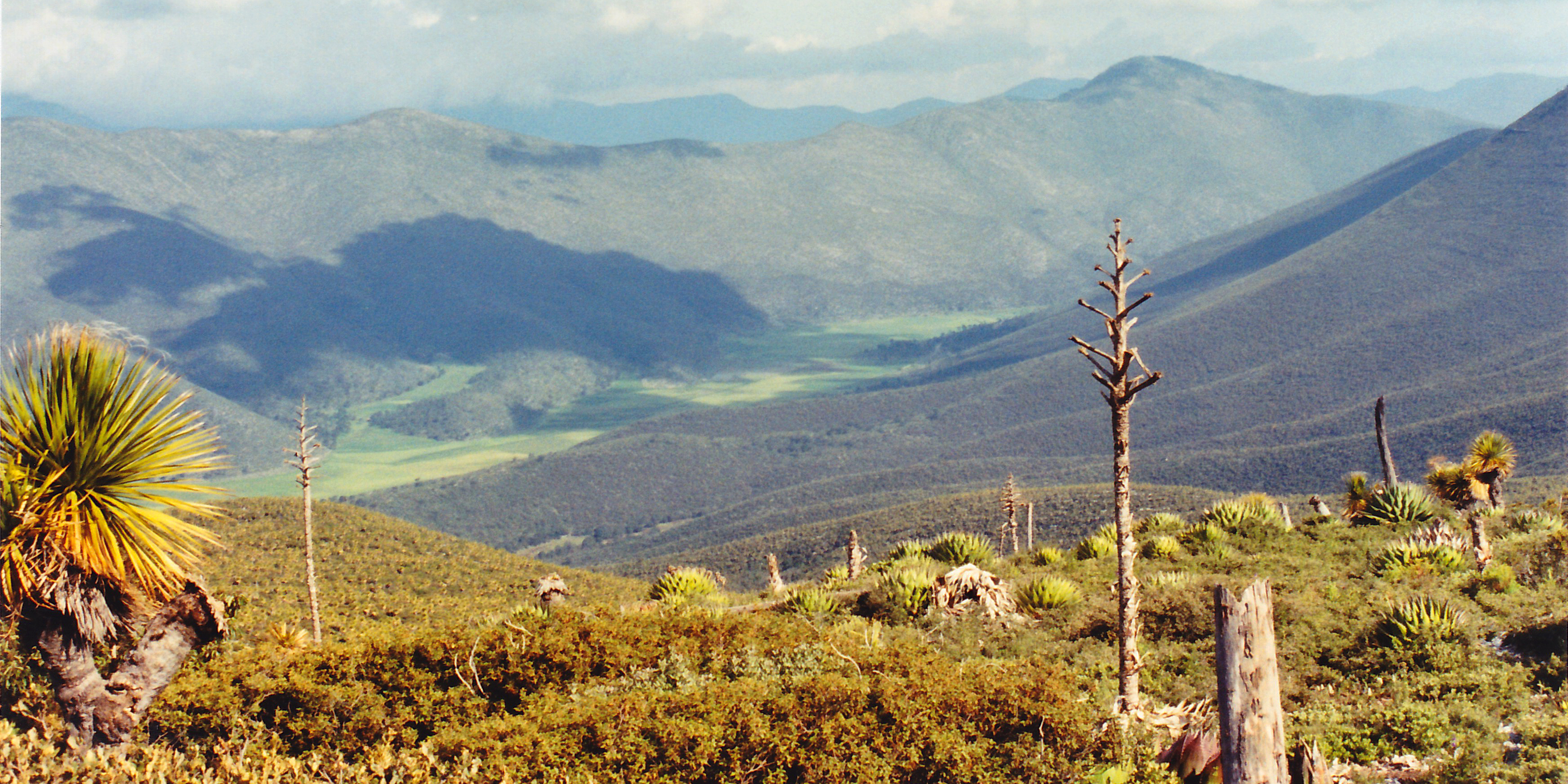
La montagne de la Sierra Peña Nevada

La municipalité de Miquihuana s'étend du nord au sud dans le massif montagneux de la Gran Sierra Plegada, qui fait partie de la chaîne de montagnes plus vaste de la Sierra Madre orientale. Son altitude oscille entre 1300 et 3600 mètres. Elle fait face, dans la municipalité de Doctor Arroyo, au nord, à la montagne de la Sierra Peña Nevada (es), qui culmine à 3563 mètres. Elle est traversée par de nombreux cours d'eau, dont une grande partie alimente un bassin endoréique nommé Doctor Arroyo, faisant partie de la région hydrographique 37 nommée El Salado,. Une autre partie de ses cours d'eau alimente le bassin versant du fleuve Río Pánuco, qui se jette dans le golfe du Mexique. Son chef-lieu, la localité éponyme de Miquihuana, se trouve dans la partie sud de son territoire, au pied d'escarpements la cernant de tous côtés, à une altitude de 1 892 mètres. Son territoire couvre une superficie de 1055,88 km², et était peuplé en 2020 de 3704 habitants.
On y trouve trois formes de relief caractéristiques : les zones accidentées, situées au nord-est de la municipalité, avec des pentes qui fluctuent entre 30 et 50 %, les terrains pentus, qui couvrent 77,3 % de la surface municipale, et les zones semi-plates, situées au sud-est et formées par des terrains avec des pentes de 6 %, et qui couvrent les 14,4 % restants.
Il existe six sources dans la municipalité ; deux d'entre elles, Ojo de Agua et Ojo de Agua de Gaspar, sont situées près de la capitale municipale, et alimentent en conséquence la population en eau.
Cette municipalité fait partie de la région Altiplano, qui est une des 6 subdivisions administratives de l'État de Tamaulipas, et regroupe les municipalités de Jaumave, Miquihuana, Palmillas, Bustamante et Tula.
Elle est limitrophe au nord et à l'ouest, dans l'État de Nuevo León, des municipalités de General Zaragoza et de Doctor Arroyo, au sud, dans l'État de Tamaulipas, de celles de Bustamante et de Palmillas, et à l'est de celle de Jaumave.

## Composition et démographie
La municipalité était composée en 2010 de 20 localités.
| Localité               | Population |
| ---------------------- | ---------- |
| Miquihuana             | 1 398      |
| La Peña                | 685        |
| San José del Llano     | 598        |
| Estanque de los Walles | 154        |

## Histoire
La ville de Miquihuana a été fondée en 1849, sous le nom de congregación de San Juan de Miquihuana.
Dans le contexte de la Révolution mexicaine, le mois de juin 1913 voit à Miquihuana des affrontements entre les forces de Victoriano Huerta et les institutionnalistes ; la ville connaît alors des pillages.

## Climat
Le climat est tempéré et extrême, avec des précipitations en été, vers le nord-est ; tempéré intermédiaire et extrême dans la partie centrale et sud-est. La température minimale annuelle est de 4 °C et la température maximale de 41 °C.
Les pluies commencent en juillet et durent jusqu'en septembre, avec des précipitations de 500 à 700 millimètres. Les mois les plus chauds sont de mai à août. En hiver, les vents du nord prédominent.

## Faune et flore

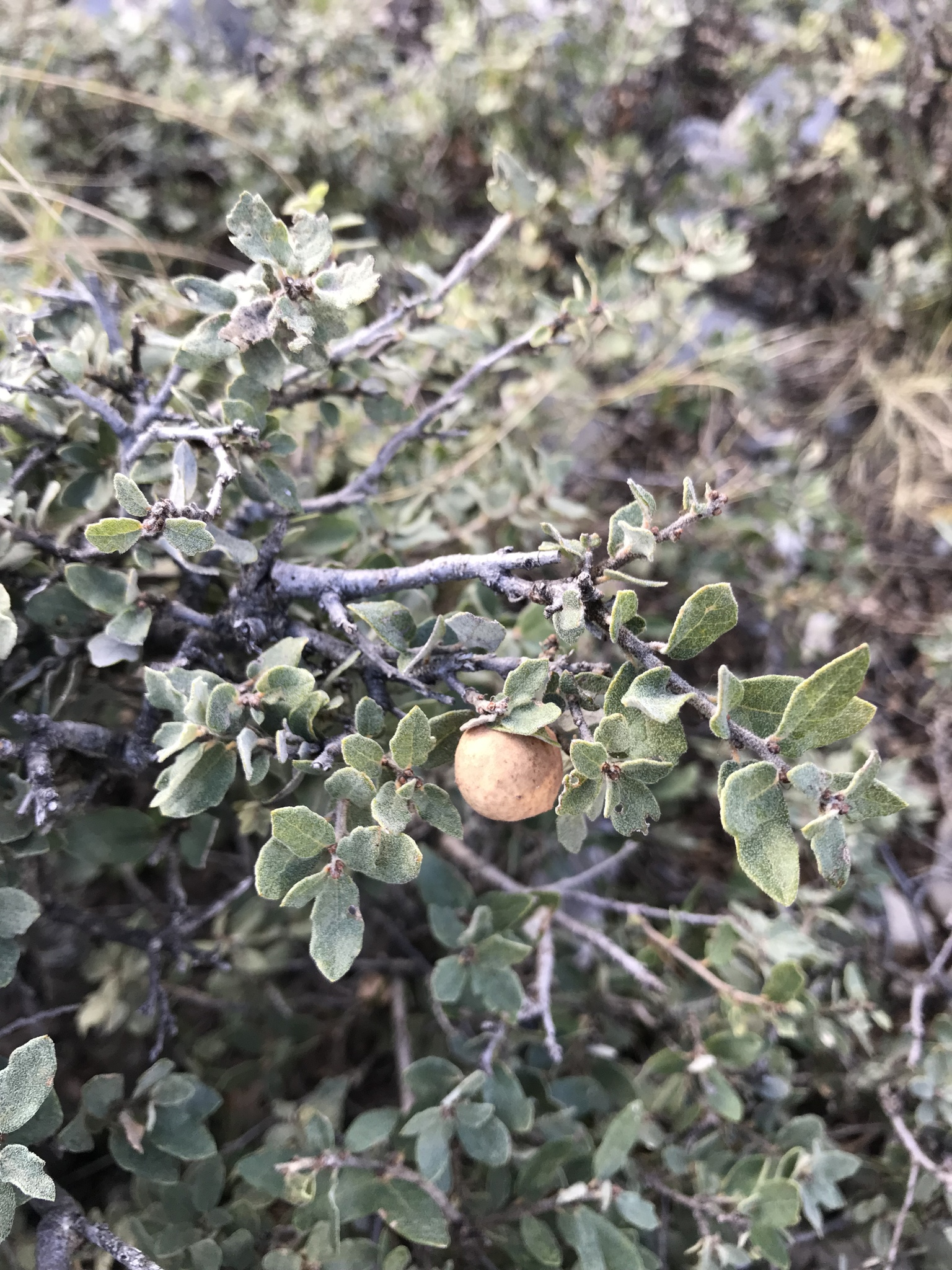
Quercus intricata, plante buissonnante

Du nord à l'est, on trouve une forêt de conifères ; le reste de la commune est dominé par une végétation de broussailles épineuses. Le sol de la municipalité est montagneux et boisé. Dans l'extrême sud-est se trouve un lithosol.
La faune comprend des ours, des cerfs de Virginie et des tigres.